# 宮崎孝一
宮崎 孝一（みやざき こういち、1918年7月21日 - 2008年8月31日）は、日本の英文学者。
群馬県出身。東京文理科大学卒。コロラド大学大学院修士課程修了。1973年「ディケンズ後期の小説の内面構造」で東京教育大学文学博士。日本女子大学助教授、成城大学助教授、教授、1985-91年学長、名誉教授。専門は18-19世紀の英国小説。1992年、勲三等旭日中綬章受章。

## 著書
- 『要点英文解釈』布井書房・蛍光社 1955
- 『ディケンズ小説論』研究社 1959
- 『コンラッドの小説』垂水書房 1964
- 『イギリス小説論考』開拓社 1968
- The Inner Structure of Charles Dickens’s Later Novels 三省堂 1974
- 『講座・イギリス文学作品論 第6巻ディケンズ 後期の小説』著訳 英潮社出版 1977
- 『コロラドの月 随想』開文社出版 1979
- 『ダニエル・デフォー アンビヴァレンスの航跡』研究社出版 1991
- 『オースティン文学の妙味』鳳書房 1999
- 『スモレットを読む愉しみ』鳳書房 2001

共編
- 『小説の世紀 オースティンからハーディーまで』川本静子共著 開拓社 1968

### 翻訳など
- 『バイロン詩集』旺文社文庫 1969
- 夏目漱石『文学論』校注 講談社学術文庫 全3巻 1979
- ダニエル・デフォー『ロクサーナ』槐書房 1980
- ジョン・フォースター『定本チャールズ・ディケンズの生涯』監訳 研友社 1985-87
- フェリシア・ボナパルト『ひき裂かれた自我 ギャスケルの内なる世界』鳳書房 2006
- ジェニー・ユーグロウ『エリザベス・ギャスケル その創作の秘密』鳳書房 2007

## 論文
- ＜宮崎孝一